# Ferran Martí i Camps
Ferran Martí i Camps (Barcelona, Barcelonès, 1917 — Ciutadella, 1993) va ser un novel·lista i narrador en llengua catalana.
Nomenat sacerdot el 1943, va establir-se a Menorca des de jove. Allà va treballar com a arxiver diocesà i professor al seminari de Ciutadella. Va participar en publicacions com les revistes Monte Toro i Serra d’Or, així com en el diari Menorca.Va dirigir durant un any les excavacions de la basílica paleocristiana de Son Bou.
Tot i que bona part de la seva obra, composta per poesies i textos en prosa, no ha estat publicada, va donar a conèixer diverses novel·les breus d’ambientació històrica centrades en Menorca: Xilografies menorquines (1965), Un campaner (1965) , El rellotge de caixa (1967) i Vint caires d’un mateix Sant Joan (1973). A més, va publicar Estampes mallorquines del segle XVII (1975), un recull de narracions curtes de caràcter històric.

## Obres
- XILOGRAFIES MENORQUINES[4]
- EL RELLOTGE DE CAIXA
- BREVE HISTORIA DE MENORCA (Palma, 1954)
- INICIACIÓ A LA HISTÒRIA DE MENORCA (Editorial Moll, 1973)
- UNA JOYA DE LA ARQUEOLOGIA PALEOCRISTIANA DE MENORCA: LA BASÍLICA DE SON BOU (Revista Balear, any III, núm. 7)